# Бобслей на зимових Олімпійських іграх 2014 — двійки (жінки)
Змагання двійок у бобслеї серед жінок на зимових Олімпійських іграх 2014 відбулись 18 і 19 лютого. У змаганнях взяли участь 20 екіпажів з 13 країн. Місцем проведення заїздів була санно-бобслейна траса Санки. Чинними чемпіонами у цій дисципліні був канадський екіпаж Кейлі Гамфріс та Гезер Мойс.
Канадський екіпаж Кейлі Гамфріс та Гезер Мойс підтвердив своє звання олімпійських чемпіонів, попри те що після 2-х заїздів програвав своїм головним конкурентам зі США Елана Меєрс та Лорін Вільямс 23 сотих секунди. Третє місце також посів екіпаж США Джеймі Гребел, Еванс Ейджа.

## Медалісти
| Золото                              | Срібло                            | Бронза                            |
| Канада · Кейлі Гамфріс · Гезер Мойс | США · Елана Меєрс · Лорін Вільямс | США · Джеймі Гребел · Еванс Ейджа |

## Розклад
Час МСК (UTC+4).
| День    | Дата                | Старт | Заїзд   |
| ------- | ------------------- | ----- | ------- |
| День 12 | Вівторок, 18 лютого | 19:15 | Заїзд 1 |
| День 12 | Вівторок, 18 лютого | 20:23 | Заїзд 2 |
| День 13 | Середа, 19 лютого   | 20:15 | Заїзд 3 |
| День 13 | Середа, 19 лютого   | 21:23 | Заїзд 4 |

## Змагання
| Місце | Номер | Країна                  | Спортсмени                                      | Заїзд 1 | Заїзд 2 | Заїзд 3 | Заїзд 4 | Усього  | Відставання |
| ----- | ----- | ----------------------- | ----------------------------------------------- | ------- | ------- | ------- | ------- | ------- | ----------- |
| 1     | 1     | Канада (CAN-1)          | Кейлі Гамфріс Гезер Мойс                        | 57,39   | 57,73   | 57,57   | 57,92   | 3:50,61 | —           |
| 2     | 2     | США (USA-1)             | Елана Меєрс Лорін Вільямс                       | 57,26TR | 57,63   | 57,69   | 58,13   | 3:50,71 | +0,10       |
| 3     | 3     | США (USA-2)             | Джеймі Гребел Еванс Ейджа                       | 57,45   | 58,00   | 58,00   | 58,16   | 3:51,61 | +1,00       |
| 4     | 9     | Нідерланди (NED-1)      | Есме Кампхейс Юдіт Віс                          | 57,94   | 58,10   | 58,20   | 58,03   | 3:52,27 | +1,66       |
| 5     | 4     | Німеччина (GER-1)       | Сандра Кіріасіс Фрінціска Фрітц                 | 57,95   | 58,08   | 58,06   | 58,20   | 3:52,29 | +1,68       |
| 6     | 10    | Бельгія (BEL-1)         | Ельфі Віллемсен Ганна Марієн                    | 57,92   | 58,02   | 58,20   | 58,30   | 3:52,57 | +1,96       |
| 7     | 5     | Німеччина (GER-2)       | Катлін Мартіні Крістін Зенкель                  | 57,99   | 58,42   | 58,17   | 58,13   | 3:52,71 | +2,10       |
| 8     | 8     | Швейцарія (SUI-1)       | Фаб'єн Маєр Таня Маєр                           | 58,18   | 58,34   | 58,29   | 58,39   | 3:53,20 | +2,59       |
| 9     | 11    | Росія (RUS-1)           | Ольга Стульнева Людмила Удобкіна                | 58,03   | 58,24   | 58,45   | 58,74   | 3:53,46 | +2,85       |
| 10    | 6     | Німеччина (GER-3)       | Аня Шнайдерхайнце Штефані Шнайдер               | 58,17   | 58,30   | 58,53   | 58,74   | 3:53,74 | +3,13       |
| 11    | 7     | США (USA-3)             | Джасмін Фенлатор Лоло Джонс                     | 58,27   | 58,46   | 58,50   | 58,74   | 3:53,97 | +3,36       |
| 12    | 12    | Велика Британія (GBR-1) | Пола Вокер Ребека Вілсон                        | 58,36   | 58,40   | 58,88   | 58,60   | 3:54,24 | +3,63       |
| 13    | 13    | Канада (CAN-2)          | Дженніфер Чокетті Челсі Валуа                   | 58,43   | 58,63   | 58,72   | 58,71   | 3:54,49 | +3,88       |
| 14    | 14    | Австралія (AUS-1)       | Астрід Радженович Яна Піттман                   | 58,62   | 58,50   | 59,06   | 58,37   | 3:54,55 | +3,94       |
| 15    | 15    | Австрія (AUT-1)         | Христина Хенкстер Віола Кляйзер Александра Тучі | 58,59   | 58,56   | 58,73   | 58,91   | 3:54,79 | +4,18       |
| 16    | 17    | Росія (RUS-2)           | Надія Сергєєва Надія Палеєва                    | 58,80   | 58,69   | 59,27   | 59,10   | 3:55,86 | +5,25       |
| 17    | 16    | Румунія (ROU-1)         | Марія Константін Андреа Гречу                   | 59,04   | 59,08   | 59,38   | 59,09   | 3:56,59 | +5,98       |
| 18    | 18    | Південна Корея (KOR-1)  | Кім Сунок Шин Міхуа                             | 1:00,09 | 1:00,02 | 1:00,44 | 1:00,26 | 4:00,81 | +10,20      |
| 19    | 19    | Бразилія (BRA-1)        | Фабіана Сантос Саллі Маяра да Сілва             | 59,57   | 1:00,45 | 1:00,73 | 1:01,20 | 4:01,95 | +11,34      |